# DJK SF Budenheim
Die DJK Sportfreunde Budenheim e.V., kurz SF Budenheim, ist ein rheinland-pfälzischer Sportverein aus Budenheim im Landkreis Mainz-Bingen.

## Geschichte
Die DJK SF Budenheim ist ein Mehrspartensportverein mit den Abteilungen Handball, Schwimmen, Ski / Freizeit und Volleyball.

## Handball
Die Handballabteilung des SF Budenheim nimmt mit drei Männermannschaften, zwei Frauenteams und zwölf Nachwuchsmannschaften am Spielbetrieb des Handball-Verbandes Rheinhessen teil.
Zu den größten Erfolgen der Abteilung gehören der Aufstieg in die Regionalliga Süd (3. Liga), in der sie sich elf Jahre halten konnten, der Aufstieg in die 3. Liga (Handball), die mehrmalige Teilnahme am DHB-Pokal bis zur 2. Hauptrunde und die Meisterschaft der Regionalliga Südwest. In der Saison 2024/25 spielte die 1. Männermannschaft und das 1. Frauenteam in der Regionalliga Südwest.
Das weibliche A-Jugendteam und die B-Jugendmannschaft, konnten sich mehrmals für die Jugendbundesliga qualifizieren.

### Erfolge
- DHB-Pokal 2. Hauptrunde 2000, 1999
- DHB-Pokal Hauptrunde 1997/98
- Aufstieg in die Verbandsliga Rheinhessen (2. Liga) 1963
- Meister Verbandsliga Rheinhessen (3. Liga) 1975
- Aufstieg in die 3. Liga (Handball) 2021
- Aufstieg in die Regionalliga-Süd (3. Liga) 2003, 2007
- Aufstieg in die Regionalliga-Südwest (3. Liga) 1991
- Aufstieg in die Verbandsliga Rheinhessen (3. Liga) 1969
- Meister Oberliga-RPS (4. Liga) 2003, 2007
- Meister Oberliga-Rheinhessen (4. Liga) 1986, 1991
- Vizemeister Oberliga-RPS (4. Liga) 2023
- Aufstieg in die Oberliga RPS (4. Liga) 2013
- Aufstieg in die Oberliga Rheinhessen (4. Liga) 1980

Quelle: Bundesliga.de
Frauen
- Meister Regionalliga Südwest 2025
- Aufstieg in die Oberliga-RPS (4. Liga) 2019

#### Nachwuchs
- A-Jugendbundesliga  (weiblich) 2018, 2023
- Aufstieg in die B-Jugendbundesliga 2024[2]

### Spielerpersönlichkeit
- Karim Ketelaer (Handballtorwart)